# Dalfsen
Dalfsen é um município dos Países Baixos, situado na província de Overissel. Tem 166,52 km² de área e sua população em 2020 foi estimada em 28.837 habitantes.